# Baker’s Circle
Baker’s Circle ist ein Jazzalbum von Dave Stryker. Die 2020 entstandenen Aufnahmen erschienen am 9. Januar 2021 auf dem Label Strikezone.

## Hintergrund
Der Gitarrist Dave Stryker nahm in den 1990er Jahren vier Alben für SteepleChase Records auf, in den 2000er-Jahren 15 weitere für SteepleChase und andere Labels, bevor er 2014 sein eigenes Strikezone-Label gründete, für dasBaker’s Circle nun seine achte Produktion ist. Stryker nahm sie mit dem Saxophonisten Walter Smith III, dem Organisten Jared Gold und dem Schlagzeuger McClenty Hunter auf. In ihrer Version von Marvin Gayes Inner City Blues wurde das Ensemble von der Perkussionistin Mayra Casales ergänzt. Das Ensemble spielte mehrere Eigenkompositionen von Stryker und Jared Gold, außerdem Stücke wie Trouble (No. 2), ein Shuffle-Blues, der ursprünglich von Stanley Turrentine (Strykers ehemaligem Arbeitgeber) mit Kenny Burrell an der Gitarre aufgenommen wurde. Die Melodie ist stark an Little Willie Johns Fever angelehnt, einen Song, den Peggy Lee bekannt gemacht hatte. Weitere Coverversionen sind der Cole Porter Klassiker Everything I Love, die Ivan Lins Ballade Love Dance, der Delaney-&-Bonnie-Song Superstar – am bekanntesten durch The Carpenters (1971)  geworden. Das Titelstück Baker’s Circle wurde von Stryker zu Ehren seines langjährigen Mentors David Baker an der Indiana University Music School geschrieben. Dies war der Wendekreis, in dem Professor Baker am Ende des Tages auf seinen Aufzug wartete.

## Titelliste
- Dave Stryker: Baker’s Circle (Strikezone Records 8821)[4]
  1. Tough, 7:27
  2. El Camino, 7:39
  3. Dreamsong, 5:24
  4. Everything I Love (Cole Porter), 6:11
  5. Rush Hour (Jared Gold), 4:59
  6. Superstar (Bonnie Bramlett, Delaney Bramlett, Leon Russell), 3:40
  7. Baker’s Circle, 4:18
  8. Inner City Blues (James Nyx Jr., Marvin Gaye), 5:45
  9. Love Dance (Gilson Peranzzetta, Ivan Lins, Paul Williams), 5:20
  10. Trouble (No. 2) (Harold Logan, Lloyd Price), 6:32
- Sofern nicht anders angegeben, stammen die Kompositionen von Dave Stryker.

## Rezeption
Phil Freeman (Stereogum) zählte das Album zu den besten Neuveröffentlichungen des Monats und schrieb, der Gitarrist Dave Stryker, seit Jahrzehnten in der Szene, sei ein Soul-Jazz/Funk-Profi, aber nicht einfach nur ein Epigone von Grant Green. Er habe stets sein eigenes Ding im Gange. Strykers Spiel sei bluesig, gleichzeitig auch experimentierfreudig, und er setze Walter Smith in Inner City Blues perfekt ein, dessen Solo im Grunde eine Hommage an Grover Washington Jr. sei, der auch diese Melodie aufgenommen hatte.

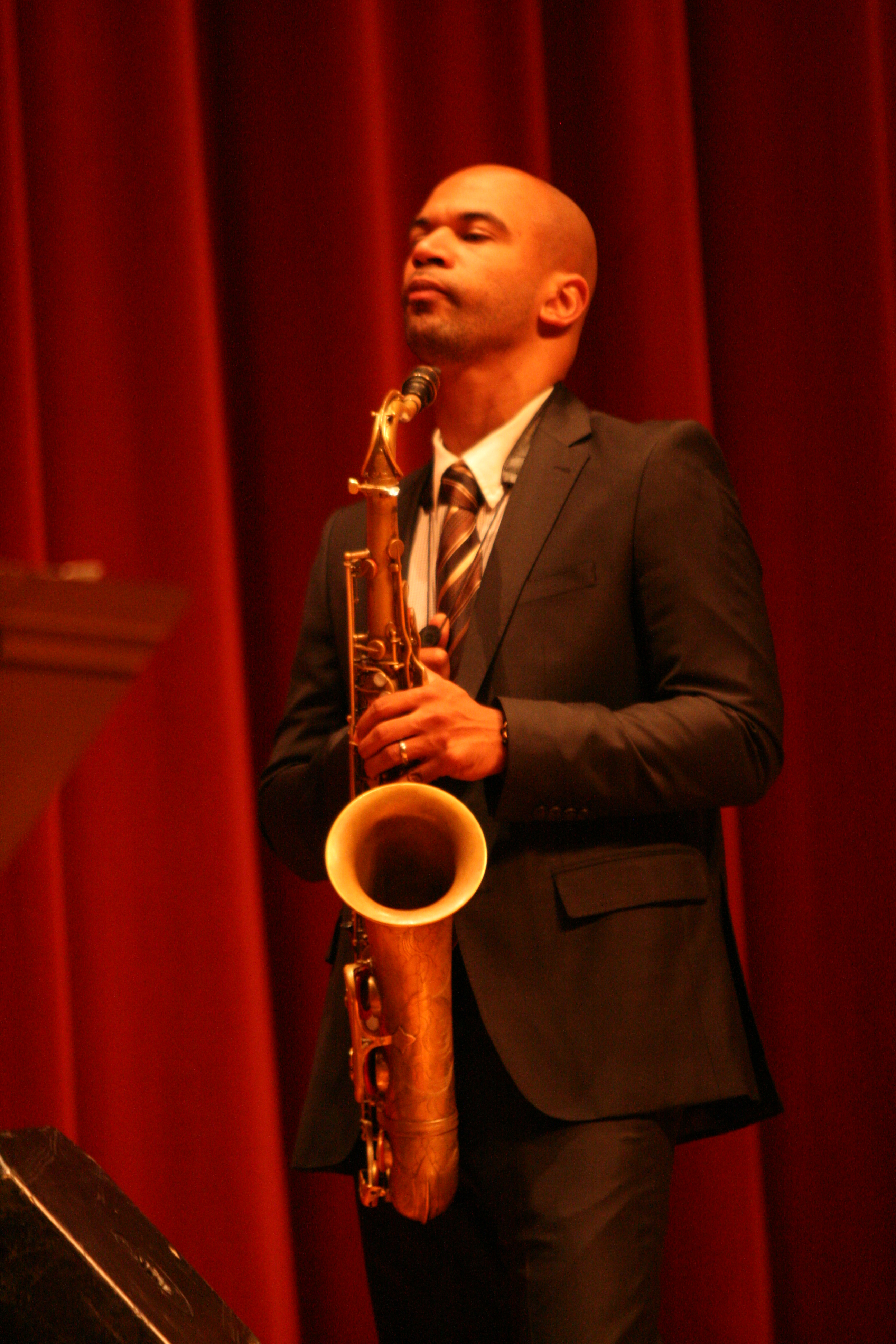
Walter Smith III

Nach Ansicht von Jack Bowers, der das Album in All About Jazz rezensierte, greife Stryker in Baker’s Circle ein Format auf, in dem der Gitarrist sich sehr wohl fühlt: ein Orgel-Rhythmus-Ensemble, dessen Schwerpunkt auf hartgesottenem zeitgenössischem Swing liege. Es spreche für Stryker, dass er solch talentierte und ausdrucksstarke Kollegen ausgewählt habe. Während Strykers Soli effizient und zuverlässig sind, sollte er selbst seinen Mitspielern Gold und Smith für ihr Flair und ihren Einfallsreichtum und Hunter für seine unermüdliche Unterstützung danken. Baker’s Circle sei wirklich eine Teamleistung, die es über das Übliche erhebe. Strykers bewundernswerte Arrangements würden sicherlich der Sache dienen, so der Autor, ebenso wie Casales’ nachdrückliche Perkussion. Dies sei Musik mit Herz und Seele, die von Künstlern herzlich dargeboten werde, deren ernsthafter Glaube an ihre Handarbeit lobenswert sei.
Allen Michie schrieb in Arts Fuse, bei einem Genre-Album wie diesem dürfte man erwarten, dass der Organist der dominierende Spieler ist. Gold sei sicherlich ein ausgezeichneter Musiker, aber der herausragende Solist sei der Tenorsaxophonist Walter Smith. Er spiele mit Zuversicht, Kontrolle, Fantasie und einem Stil, der irgendwo zwischen Joe Lovano und Michael Brecker kreuze. Zwischen Gold und Smith konnte Stryker nicht anders, als gut zu klingen, auch wenn er noch kein A-List-Spieler sei. Nach Ansicht des Autors ist dies eine abgerundete Session mit diszipliniertem, gut ausgearbeitetem Kompositionen und Soli, bei der etablierte und aufstrebende Spieler Stil und Engagement miteinander verbinden. Hier gebe es keinen topaktuellen Jazz und wenig, was man vorher noch nicht gehört habe, doch man werde hören, wie die Darbietungen aus einer glorreichen Vergangenheit gut gespielt würden.
S. Victor Aaron schrieb im Something Else!, Delaneys und Bonnies Song Superstar sei Menthol cool in Strykers Händen und seine Gitarrenlinien würden so sauber und geschmackvoll zu den Texten passen, während Gold die richtige Menge an Hammond-B3-Pep dahinter stecke. Marvin Gayes Inner City Blues gebe genauso hart wie das Original einen Nervenkitzel, wobei Stryker und Smith die Melodie durch ihr unisono-Patterns verstärken.

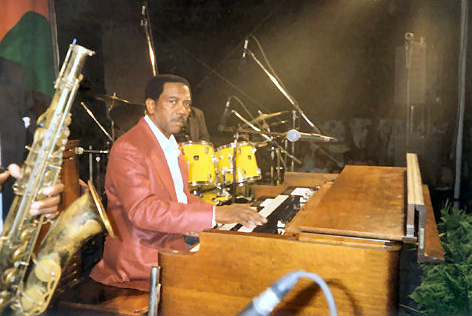
Jimmy Smith

Nach Ansicht von Jim Hynes (Glide Magzine) ist ein großer Teil von Strykers Attraktivität und Erfolg seiner Fähigkeit zu verdanken, Pop- und R&B-Hits seinen unverwechselbaren Soul-Jazz-Touch zu verleihen, insbesondere in seiner Eight Track-Reihe. Die Hinzufügung des gefeierten Tenorsaxophonisten Walter Smith III führe mehr zu einer Session im Stil des Straight-ahead-Jazz, was dem Quartett einen Sound verleihe, der sich an Strykers Zeit bei Stanley Turrentine anlehne. Stryker setze mit dem Album die Tradition von Meistern wie Jack McDuff und Jimmy Smith fort, und obwohl er sich noch mehr auf die Blues- und Soul-Seite als auf reinen Jazz stütze, könnte man ihn als eine Art modernen Grant Green bezeichnen, ein Vergleich, den Stryker höchstwahrscheinlich unterstützen würde.
Andy Robson schreib in Jazzwise, Strykers klare Linien und die Beherrschung des Grooves hätten perfekt zu dem gefühlvollen Saxophonspiel seines langjährigen Chefs Stanley Turrentine gepasst. Daher sei es eine richtige Entscheidung gewesen, dass Stryker Walter Smith III für diese solide Album in sein reguläres Quartett aufgenommen habe. Dennoch sei Baker’s Circle nicht nur Soul Bop. El Camino habe einen lateinamerikanischen Schimmer, der von Casales’ Perkussion angetrieben werde, während im Ultra-Pop-Stück Superstar, der Klassiker von Delaney und Bonney/Leon Russell, die Interpretation im Stile der Jazz Cocktail Lounge einen Hauch von Ironie erhalte. Alles seien alles großartige Sachen auf diesem Album, so Robsons Resümée, aber es sei in erster Linie Walter Smith, der seine Meriten auf Baker’s Circle verdient habe.